# Sifu (Computerspiel)
Sifu ist ein Beat ’em up, das vom französischen Studio Sloclap für Windows, PlayStation 4, PlayStation 5 und Nintendo Switch entwickelt und veröffentlicht wurde. Im heutigen China steuern die Spieler das Kind eines sifu (Meister) einer Kampfkunst-Schule, der sich an den Verantwortlichen für den Tod seines Vaters rächen will. Jedes Mal, wenn der Protagonist stirbt, wird er durch einen magischen Talisman wiederbelebt und altert, wodurch er Zugang zu stärkeren Angriffen erhält, aber seine Gesundheit verringert. Wenn der Spielercharakter zu alt wird, kann er dauerhaft sterben, in diesem Fall müssen die Spieler das Level von Anfang an und im gleichen Alter wie bei ihrem ersten Versuch neu starten. Am 28. März 2023 erschien das Spiel auch für Xbox One und Series X/S sowie auf der PC-Plattform Steam.

## Spielprinzip
Sifu ist ein Beat ’em up, das aus einer Third-Person-Perspektive gespielt wird. Das Spiel, das von Bak Mei Kung Fu inspiriert ist, beinhaltet über 150 einzigartige Angriffe. Grundlegende Angriffsbewegungen können verkettet sein, obwohl einige Combos den Spielern zusätzliche taktische Möglichkeiten bieten, wie z. B. die Möglichkeit, Feinde niederzuschlagen oder sie zu betäuben. Der Protagonist und alle feindlichen Charaktere haben eine „Strukturanzeige“. Wenn die Anzeige vollständig gefüllt ist, bricht die Wache dieser Charaktere und sie werden anfällig für Finishing-Angriffe. Spieler können auch Strikes blocken, dies füllt jedoch nach und nach ihre Anzeige. Alternativ können Spieler auch Angriffen ausweichen oder parieren, wenn ein Gegner im Begriff ist, einen Schlag zu landen. Eine erfolgreiche Parade ermöglicht es dem Spieler, den Feind zu betäuben oder ihn in eine bestimmte Richtung zu werfen. Das Spiel ermöglicht es den Spielern, die Umgebung zu nutzen und neue Angriffe zu improvisieren oder ihre Strategie zu ändern, wenn sie einem stärkeren Gegner gegenüberstehen. Beispielsweise kann der Spieler einen Feind von einem Felsvorsprung stoßen oder verschiedene Objekte als provisorische Waffen verwenden. Der letzte Feind in einem Kampfabschnitt kann manchmal in einen Zustand unkontrollierter Raserei geraten und im Wesentlichen zu einem Miniboss werden. Gelegentlich werden dem Spieler Dialogoptionen präsentiert, die es ihm je nach Wortwahl ermöglichen können, den Kampf möglicherweise ganz zu vermeiden.

## Handlung
In einer regnerischen Nacht führt Yang, ein in Ungnade gefallener Schüler einer Kampfkunstschule in China, zusammen mit vier anderen Kampfkünstlern einen Überfall auf seine ehemalige Schule an:
- Fajar „The Botanist“, ein wilder Mann mittleren Alters, der eine Machete schwingt und niemals spricht
- Sean „The Fighter“, ein arroganter junger Mann, der einen Bo-Stab trägt und die Schüler der Schule als schwach ansieht;
- Kuroki „The Artist“, eine junge Japanerin, die einen dreiteiligen Stab mit Klingen trägt
- Jinfeng „The CEO“, eine ältere, einarmige Frau, die einen Seilpfeil schwingt.

Nachdem Yang die Schüler besiegt hat, konfrontiert er den Sifu der Schule (seinen ehemaligen Meister) und schlägt ihn in die Brust, wodurch er einen tödlichen Herzinfarkt erleidet. Während er die Sachen des Sifu durchsucht, findet Yang das einzige Kind des Sifu, das sich in der Nähe versteckt, und befiehlt Fajar, ihm die Kehle durchzuschneiden. Das Kind wacht später auf und findet seine Kehle geheilt vor, dank der Kraft eines uralten Talismans in seiner Hand, der die Toten wiederbeleben kann, aber ihr Alter mit jeder Auferstehung exponentiell erhöht. Das Kind schwört Rache an Yang und seinen Komplizen und verbringt die nächsten acht Jahre in Isolation, trainiert unerbittlich und sammelt Informationen über seine Ziele. Als Erwachsener beginnt das Kind des Sifu, jetzt ein erfahrener Kampfkünstler, seine Suche nach Rache, indem es jeden von Yangs ehemaligen Komplizen aufspürt und hinrichtet, nachdem es sie im Kampf besiegt hat: Fajar, der jetzt für eine Bande von Drogenhändlern arbeitet und übernatürliche Kräfte in Form von Chlorokinese (Pflanzenmanipulation) besitzt. Sean, der seine eigene Kampfkunstschule und einen illegalen Underground-Kampfclub betreibt und Pyrokinese hat. Kuroki, der eine Kunstgalerie als Front für das organisierte Verbrechen betreibt und übermenschliche Illusionen erschaffen kann, darunter ein Kunai-schwingendes dunkles Selbst. Jinfeng, die eine wohlhabende, aber korrupte Geschäftsfrau geworden ist und nun übernatürliche Glocken und einen Meteorhammer schwingt.
Schließlich geht der Kampfkünstler Yang selbst nach und konfrontiert ihn in seinem privaten Heiligtum. Yang erklärt, dass der Sifu ihn verlassen hat, als seine Lieben dem Tod nahe waren, was ihn dazu veranlasste, sich gegen seinen ehemaligen Meister zu wenden. Nach einem erbitterten Kampf schlägt der Kampfkünstler Yang in die Brust und tötet ihn auf die gleiche Weise wie ihren Vater. Dabei sieht der Kampfkünstler jedoch zwei Gräber und erfährt, dass Yang versuchte, den Talisman zu stehlen, um seine sterbende Frau und Tochter zu retten, aber vom Sifu daran gehindert wurde, der erklärte, Yang habe seine Würdigkeit verloren, indem er seinen Eid nicht ehrte und von der Schule verwiesen. Der Talisman teilt dem Kampfkünstler dann die Bedeutung von Wude (Moral) mit und schickt ihn in der Zeit zurück zum Beginn seiner Suche. Der Kampfkünstler muss erneut jedes der fünf Ziele besiegen, aber dieses Mal haben sie die Möglichkeit, ihre Feinde zu verschonen, die ihrerseits Dankbarkeit zeigen und aufhören, sie zu bekämpfen. Das Spiel hat zwei Enden, abhängig von den Aktionen des Spielers: Wenn der Kampfkünstler eines der Ziele tötet, werden sie vom Talisman erneut in die Vergangenheit geschickt und gezwungen, ihre Kämpfe in einer Endlosschleife nachzustellen. Wenn der Kampfkünstler alle Ziele verschont, geht ihr Kampf mit Yang vom anderen Ende bis zum Friedhof weiter, diesmal in der realen Welt. Nachdem er Yang verschont hat, stirbt der Kampfkünstler an seinen Verletzungen und kann nicht wieder zum Leben erweckt werden, weil Yang ihnen den Talisman früher während des Kampfes abgenommen hat. Da sie sich jedoch an die Prinzipien von Wude halten, erlangen sie schließlich Erleuchtung. Eine Post-Credits-Szene zeigt den Kampfkünstler, der jetzt selbst ein Sifu ist, wie er neue Schüler an der ehemaligen Schule ihres Vaters ausbildet, was darauf hindeutet, dass sie irgendwie wiederbelebt wurden (höchstwahrscheinlich von Yang, der von ihrem Wude bewegt war und den Talisman benutzte).

## Entwicklung
Das Spiel wurde von Sloclap entwickelt, die bereits 2017 ihr erstes Kampfspiel Absolver veröffentlichten. Im Gegensatz zu Absolver hat Sifu keinen Mehrspielermodus, da sich das Team auf die Entwicklung konzentrieren wollte das Gameplay und müssen keine Zeit damit verbringen, die für Online-Spiele notwendige Infrastruktur zu entwickeln. Das Spiel wurde von Kung-Fu-Filmen mit Jackie Chan inspiriert, in denen Chan gezeigt wurde, wie er mehrere Feinde im Alleingang besiegte. Der Begriff „sifu“ bezieht sich auf „Meister“ auf Kantonesisch, und der Kampfstil des Spiels basiert auf dem Bak-Mei-Stil. Das Team konsultierte Benjamin Colussi, einen Bak-Mei-Kung-Fu-Meister, um sicherzustellen, dass das Spiel authentisch war. Das Spiel betont „Beherrschung durch Übung“, einen Schlüsselwert des Kung-Fu, der sich durch das Alterungssystem widerspiegelt. Das Spiel wurde auch als schwierig konzipiert und weist eine scharfe Lernkurve auf, da das Team fand, dass Spieler kein Gefühl der Meisterschaft erlangen würden, wenn das Spielerlebnis zu einfach sei.
Sloclap kündigte das Spiel offiziell im Februar 2021 während des State-of-Play-Livestreams von Sony an. Das Team hatte ursprünglich geplant, das Spiel im Jahr 2021 zu veröffentlichen, aber es wurde auf das folgende Jahr verschoben, um das Spiel weiter aufzupolieren und eine Überarbeitung des Teams zu vermeiden. Sifu wurde am 8. Februar 2022 für Windows über den Epic Games Store, PlayStation 4 und PlayStation 5 veröffentlicht. Spieler, die die Deluxe Edition kauften, erhielten 48 Stunden früher Zugriff auf das Spiel sowie ein digitales Artbook und den von Howie Lee komponierten Original-Soundtrack. Eine Einzelhandelsausgabe des Spiels mit dem Titel Sifu: Vengeance Edition wurde am 3. Mai 2022 von Publisher Microids veröffentlicht.
Sloclap kündigte im April 2022 eine Reihe von Inhaltsaktualisierungen an, die ersten waren neue Outfits, ein erweiterter Trainingsmodus und Schwierigkeitsoptionen wie ein einfacher Modus namens „Student“, in dem Feinde verzeihender sind und die Alterungsmechanik deutlich heruntergespielt wird, und ein schwerer Modus, im Spiel als „Meister“ bezeichnet, was den Spielern eine Herausforderung bietet, die weitaus strafender ist als die ursprüngliche Schwierigkeitsstufe, die immer noch als „Schüler“ im Spiel verbleibt. Ein Bonus-Outfit für Besitzer der Deluxe Edition namens „Young Man“ – hergestellt als Hommage an den südkoreanischen Neo-Noir-Actionfilm Oldboy aus dem Jahr 2003 – wurde ebenfalls veröffentlicht.
Am 31. August 2022 veröffentlichte Sloclap ein kostenloses Update, das neue Outfits und ein neues Punktesystem hinzufügte. Es führte auch Gameplay-Modifikatoren wie unendliche Gesundheit und unzerbrechliche Waffen ein.

## Rezeption

### Rezensionen
Sifu erhielt laut Bewertungsaggregator Metacritic in den Fassungen für Windows, PlayStation 5 und Switch meist positive Bewertungen. Die PlayStation-4-Version erhielt gemischte oder durchschnittliche Kritiken.
IGN nannte das Spiel „absolut kompromisslos in seinem Design“, lobte die Erzählung, den Kampf, Controller-Haptik, Umgebungen, KI und die Struktur, und drückte kleinere Probleme mit der Kamera aus. Destructoid nannte es „einen ständigen harten Kampf“ und „sehr lohnend“. Der Tester kam zu dem Schluss, „Sifu ist eine Herausforderung, die es wert ist, angenommen und gemeistert zu werden“. Es ist eine Geschichte der Rache mit einem kleinen Herz am Ende, und obwohl sie vielleicht nicht perfekt landet, hat sie viel Stil und Action, um sie zu untermauern." Game Informer Rezension war etwas weniger positiv über die Struktur des Spiels und lobte seinen Kampf dafür, dass er stark aus dem Tor kam, während er feststellte, dass das Spiel schließlich zu einem ermüdenden Grind wurde. GameSpot lobte die beiden Kampfmodi des Spiels sehr und erklärte, dass sie wirkungsvoll seien, und lobte auch die einfallsreiche Alterungsmechanik und das Fehlen eines sich wiederholenden Gefühls aufgrund der dynamischen Kämpfe. Die schlechte Kamera, langweilige Geschichte und Charaktere sowie überflüssige Ermittlungselemente wurden kritisiert. GamesRadar+ schrieb positiv über das Spiel und lobte seine Lernkurve, Ästhetik und Wiederspielbarkeit, während er einige Probleme mit der kurzen Länge und der begrenzten Vielfalt der Feinde hatte. PSQ gab dem Spiel acht von zehn Sternen und lobte in ähnlicher Weise das Kampfgefühl und das lohnende Gefühl, Präsentation, Art Direction, Leveldesign und Soundtrack, während er die gelegentliche Unfairness im Trial-and-Error-Gameplay und eine wackelige Kamera kritisiert.
Blake Morse von Shacknews gab dem Spiel eine negative Bewertung. Er kritisierte das Upgrade-System des Spiels und seine rogue-like-ähnliche Struktur, die die Spieler dazu zwinge, über einen längeren Zeitraum zu grinden und Level häufig zu wiederholen, um voranzukommen.
Das Spiel war für mehrere Kategorien bei Awards nominiert, gewann jedoch keinen.

### Verkaufszahlen
Sifu verkaufte sich innerhalb von 48 Stunden nach seiner Veröffentlichung über 500.000 Mal. Das Spiel wurde bis März 2022 über eine Million Mal verkauft. Anfang 2024 lagen die Verkaufszahlen bei über 3 Millionen.